# Gempen
Gempen est une commune suisse du canton de Soleure, située dans le district de Dorneck.
Toponymie : Le nom de Gempen viendrait du latin Campania. En 1277, on trouve la mention de Gempenon.

Vue aérienne de 200 m par Walter Mittelholzer (1924)